# Erwin Fiedor
Erwin Fiedor (* 20. Mai 1943 in Koniaków; † 14. Februar 2012 ebenda) war ein polnischer nordischer Skisportler, der vor allem als Nordischer Kombinierer und als Spezialspringer erfolgreich war.

## Werdegang
Fiedor gewann 1964 seinen ersten nationalen Meistertitel in der Nordischen Kombination und wurde zweiter beim internationalen Wettbewerb am Holmenkollen. Bei den folgenden Olympischen Winterspielen 1964 in Innsbruck wurde er 14. im Einzelwettbewerb. In der Folge konzentrierte er sich immer mehr auch auf die Spezialsprungdisziplinen, da das Springen zu seiner Stärke zählte. Bei seinem Start bei den Nordischen Skiweltmeisterschaften 1966 blieb er ohne Erfolg. Bei den polnischen Meisterschaften 1967 gewann er den Meistertitel im Skispringen und erneut die Silbermedaille im Kombinationswettbewerb. 1968 gewann er sowohl von der Normalschanze in Szczyrk als auch von der Großschanze in Wisła die Polnischen Meisterschaften. Im gleichen Jahr startete er im Springen und der Kombination bei den Olympischen Winterspielen 1968 in Grenoble, erreichte aber im Skispringen jeweils nur den 30. Platz von Normal- und Großschanze. In der Nordischen Kombination erreichte er Rang 18. Zwei Jahre später startete Fiedor noch einmal bei Nordischen Skiweltmeisterschaften, blieb aber erneut ohne vordere Platzierung.
Nach seiner aktiven Karriere arbeitete Fiedor als Trainer und trainierte dabei auch erfolgreiche Kombinierer wie Jan Legierski und Stanisław Kawulok.